# Preveciori, Caraș-Severin
Preveciori este un sat în comuna Băuțar din județul Caraș-Severin, Transilvania, România.
Deși astăzi este inclusă în județul Caraș-Severin, localitatea nu face parte din Banatul istoric.